# يكلا (مرسية)
بلدية يكلا (بالإسبانية: Yecla) هي بلدية تقع في منطقة مرسية جنوب شرق إسبانيا.

## الديموغرافيا
بلغ عدد سكان بلدية يكلا 34.813 نسمة عام 2011 (وفقاً للمعهد الوطني الإسباني للإحصاء).
| 28.415 | 28.772 | 31.716 | 33.553 | 34.161 | 35.025 | 34.813 |

## توأمة
ليكلا (مرسية) اتفاقيات توأمة مع:
- إل باركو دي أفيلا (ديسمبر 1988 - )

## أعلام
- ماريا خوسيه مارتينيز سانشيز
- إليسيو موراليس
- أنتونيو بوتشي
- خوسيه أورتيغا